# Terragen

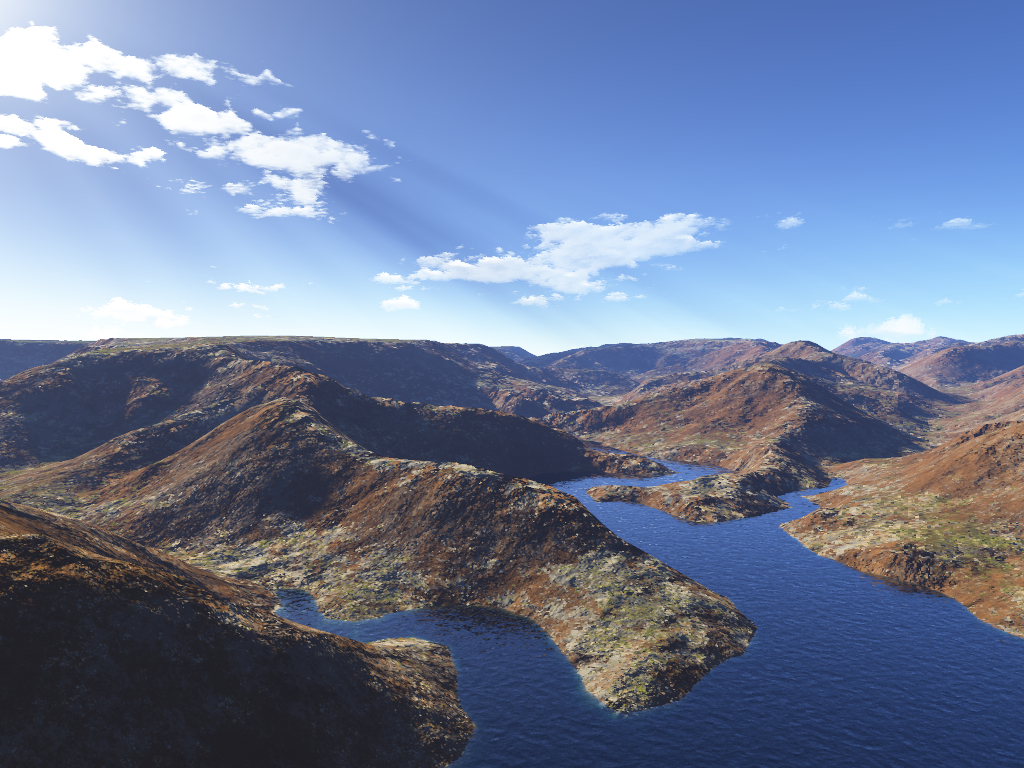
Przykład wygenerowanego krajobrazu

Terragen – profesjonalny program do renderingu 3D generujący głównie krajobrazy będące tłem dla produkcji filmowych czy dzieł fotograficznych. Jest on dostępny dla systemów Microsoft Windows oraz Apple Macintosh. Wydawcą i deweloperem jest Planetside Software.
Dostępna jest też wersja darmowa, która umożliwia rendering obrazu z ograniczeniami:
- Maksymalna rozdzielczość wygenerowanego obrazu: 1280 × 900
- Maksymalny poziom detali: 0.6
- Maksymalny poziom antyaliasingu: 6
- Brak możliwości animacji[2].

Program został wykorzystywany przez fotografów i artystów pracujących między innymi przy filmach Avengers: Wojna bez granic i Gwiezdne wojny: Ostatni Jedi.
Możliwe jest eksportowanie wytworzonego krajobrazu w celu dalszej obróbki graficznej w innym programie do tego służącym.